# Diplacina dioxippe
Diplacina dioxippe är en trollsländeart som beskrevs av Maurits Anne Lieftinck 1963. Diplacina dioxippe ingår i släktet Diplacina och familjen segeltrollsländor. Inga underarter finns listade i Catalogue of Life.